# ホステル2
『ホステル2』（原題：Hostel:Part II）は、2007年に公開されたアメリカ合衆国製作のサスペンスホラー映画。娯楽として拷問と殺人を楽しむための金持ち達のクラブを舞台にしている。前作と同様、NC-17（日本ではR18+）指定作品として劇場公開。

## ストーリー
ローマに留学しているアメリカ人女子大生ベス、ホイットニー、ローナの3人は旅行を計画しプラハへ向かう。しかし、行きの列車の中で天然のスパの情報を聞きスロバキアへ行くことにする。街のホステルに到着した3人はその日の夜、収穫祭に参加したもののローナが男性に誘われボートに乗り込んでしまう。翌朝になってもローナは帰ってこない。3人は自分達がホステルへ到着した時点でオークションにかけられていることなど知るはずもなかった。

## 出演
| 役名         | 俳優                           | 日本語吹替 |
| ------------ | ------------------------------ | ---------- |
| ベス         | ローレン・ジャーマン           | よのひかり |
| スチュアート | ロジャー・バート               | 堀本等     |
| ホイットニー | ビジュー・フィリップス         | 根本圭子   |
| ローナ       | ヘザー・マタラッツォ           | 菅原祥子   |
| トッド       | リチャード・バージ             | 加藤亮夫   |
| アクセル     | ヴェラ・ヨルダノーヴァ         | 葛城七穂   |
| サーシャ     | ミラン・クニャシュコ           | 大塚周夫   |
| 人間を食す客 | ルッジェロ・デオダート         |            |
| ミロスレフ   | スタニスラフ・アイエネフスキー |            |
| 化粧師       | リリヤ・マルキナ               | くじら     |
| パベル       | Petr Vančura                   | ヤスヒロ   |
| パクストン   | ジェイ・ヘルナンデス           | 阪口周平   |